# Marquess of Huntly

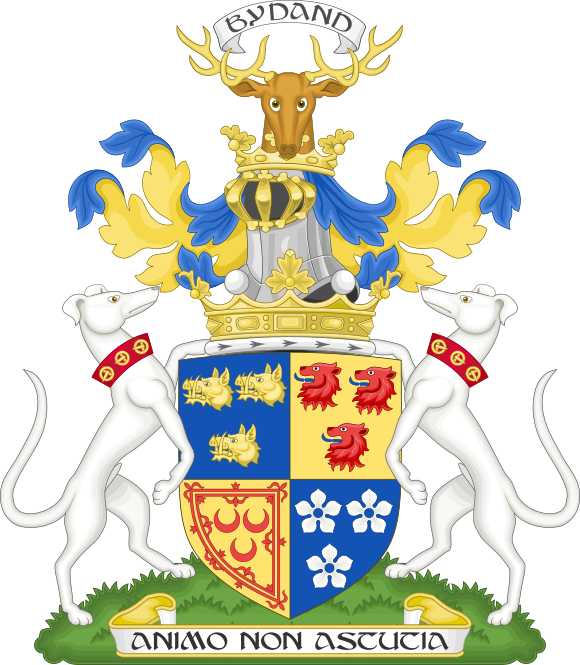
Wappen des Marquess of Huntly

Marquess of Huntly ist ein erblicher britischer Adelstitel in der Peerage of Scotland. Es ist das älteste noch bestehende schottische Marquessate.
Der Marquess ist Clan Chief des Clan Gordon.
Heutiger Familiensitz der Marquesses ist Aboyne Castle in Aberdeenshire.

## Verleihung, nachgeordnete und weitere Titel
Der Titel wurde am 17. April 1599 für George Gordon, 6. Earl of Huntly geschaffen. Zusammen mit dem Marquessate wurden ihm die nachgeordneten Titel Earl of Enzie und Lord Gordon of Badenoch verliehen. Bereits 1576 hatte er von seinem Vater bereits den Titel Earl of Huntly geerbt, der 1445 seinem Vorfahren Sir Adam Gordon of Huntly verliehen worden war. Alle genannten Titel gehören zur Peerage of Scotland.
Seinem Sohn, dem späteren 2. Marquess, war am 20. April 1632 in der Peerage of Scotland der Titel Viscount of Aboyne verliehen worden, mit der besonderen Erbregelung, dass dieser Titel, sobald er stürbe oder den Marquesstitel erbte an seinen zweitgeborenen Sohn Hon. James Gordon fallen solle. Dieser Titel erlosch, als ebendieser 2. Viscount im Februar 1649 kinderlos starb.
Der 4. Marquess wurde am 1. November 1684 in der Peerage of Scotland zum Duke of Gordon mit den nachgeordneten Titeln Earl of Huntly and Enzie, Viscount of Inverness und Lord Badenoch, Lochaber, Strathavon, Balmore, Auchindoun, Garthie and Kincardine erhoben. Der 4. Duke wurde am 2. Juli 1784 in der Peerage of Great Britain zum Earl of Norwich, in the County of Norwich, und Baron Gordon of Huntley, in the County of Gloucester, erhoben. Zudem erbte er 1819 von seiner Großmutter den am 4. Mai 1529 in der Peerage of England geschaffenen Titel Baron Mordaunt. Beim Tod des 5. Duke 1836 erloschen die 1684 und 1784 geschaffenen Titel, die Baronie Mordaunt ist seither abeyant.
Das Marquessate of Huntly fiel 1836 an den entfernten Verwandten George Gordon, 5. Earl of Aboyne, der somit 9. Marquess of Huntly wurde. Seinen Anspruch auf die nachgeordneten Titel Earl of Enzie, Earl of Huntly und Lord Gordon of Badenoch erkannte das House of Lords jedoch nicht an. Er hatte 1795 von seinem Vater bereits den am 10. September 1660 in der Peerage of Scotland geschaffenen Titel Earl of Aboyne nebst dem gleichzeitig geschaffenen nachgeordneten Titel Lord Gordon of Strathaven and Glenlivet geerbt und ihm war am 11. August 1815 in der Peerage of the United Kingdom der Titel Baron Meldrum, of Morven in the County of Aberdeen verliehen worden.
Der älteste Sohn des Marquess führt als voraussichtlicher Titelerbe (Heir Apparent) seit 1836 den Höflichkeitstitel Earl of Aboyne, dessen Heir Apparent den Höflichkeitstitel Lord Strathavon.

## Liste der Earls und Marquesses of Huntly

### Earls of Huntly (1445)
- Alexander Gordon, 1. Earl of Huntly († 1470)
- George Gordon, 2. Earl of Huntly († 1501)
- Alexander Gordon, 3. Earl of Huntly († 1524)
- George Gordon, 4. Earl of Huntly (1514–1562) (Titel verwirkt 1563)
- George Gordon, 5. Earl of Huntly († 1576) (Titel wiederhergestellt 1565)
- George Gordon, 6. Earl of Huntly (1562–1636) (1599 zum Marquess of Huntly erhoben)

### Marquesses of Huntly (1599)
- George Gordon, 1. Marquess of Huntly (1562–1636)
- George Gordon, 2. Marquess of Huntly (1592–1649) (Titel verwirkt 1649)
- Lewis Gordon, 3. Marquess of Huntly (um 1626–1653) (Titel wiederhergestellt 1651)
- George Gordon, 1. Duke of Gordon, 4. Marquess of Huntly (1649–1716)
- Alexander Gordon, 2. Duke of Gordon, 5. Marquess of Huntly († 1728)
- Cosmo Gordon, 3. Duke of Gordon, 6. Marquess of Huntly (um 1720–1752)
- Alexander Gordon, 4. Duke of Gordon, 7. Marquess of Huntly (1743–1827)
- George Gordon, 5. Duke of Gordon, 8. Marquess of Huntly (1770–1836)
- George Gordon, 9. Marquess of Huntly (1761–1853)
- Charles Gordon, 10. Marquess of Huntly (1792–1863)
- Charles Gordon, 11. Marquess of Huntly (1847–1937)
- Douglas Gordon, 12. Marquess of Huntly (1908–1987)
- Granville Gordon, 13. Marquess of Huntly (* 1944)

Heir Apparent ist der Sohn des aktuellen Titelinhabers Alastair Gordon, Earl of Aboyne (* 1973).

Heir Apparent des Heir Apparent ist dessen Sohn Cosmo Alistair Gordon, Lord Strathavon (* 2009).